# Evasterias echinosoma
Evasterias echinosoma är en sjöstjärneart som beskrevs av Fisher 1926. Evasterias echinosoma ingår i släktet Evasterias och familjen trollsjöstjärnor. Inga underarter finns listade i Catalogue of Life.